# Les Innocents (roman de Simenon)
Pour les articles homonymes, voir Les Innocents.
Les Innocents est un roman de Georges Simenon, paru en 1972 aux Presses de la Cité.
Simenon écrit ce roman à Épalinges (canton de Vaud), Suisse, en octobre 1971.

## Résumé
Depuis seize ans, Georges Célerin est associé à son ami Brassier dans une entreprise de bijouterie, rue de Sévigné : le premier dessine les bijoux et dirige l'atelier, le second s'occupe des commandes et de la vente.
Célerin vit en parfaite harmonie avec sa femme Annette, leurs deux enfants (qui sont au lycée) et ses collaborateurs. Un accident stupide va changer la destinée de cet homme heureux. Annette, qui travaille comme assistante sociale dans le quartier de la Bastille, se fait écraser par un camion en traversant la rue Washington, dans un quartier où, apparemment, elle n'avait rien à faire. 
Après ce coup terrible, Célerin n'est plus le même homme. Malgré l'affection qu'il vouait à sa femme, il se reproche de ne pas l'avoir assez entourée d'attentions. Détaché de tout, il n'aspire plus qu'à se rapprocher de la morte, en reconstituant par le souvenir ce qui avait été sa vie et la sienne depuis le début de leur mariage. 
Les Brassier, d'une condition plus élevée, leur avaient donné accès à une existence confortable. Ils avaient alors engagé une bonne, d'origine russe, Nathalie, ce qui avait permis à Annette, après la naissance des enfants, de poursuivre l'activité sociale qu'elle prenait fort à cœur. C'est Nathalie qui tenait le ménage – comme c'est elle qui, Annette disparue, veille maintenant à tout, tandis que, pour le père désemparé, la vie du foyer s'est refermée autour des deux adolescents. 
Un projet est en cours pour étendre, grâce à un commanditaire, l'association de Brassier et Célerin, lorsque ce dernier fait une découverte bouleversante. Sur les traces de la morte, il cherche à savoir ce qu'a été l'accident de la rue Washington. Son enquête lui apprend qu'Annette sortait d'un immeuble où un appartement, loué au nom de Jean-Paul Brassier, abritait leurs rendez-vous trois fois par semaine, et cela depuis dix-huit ans. Or, Annette et lui étaient mariés depuis vingt ans ! Ce qui écrase Célerin, ce n'est pas que sa femme l'ait trompé et lui ait menti pendant autant d'années, c'est que, durant tout ce temps, elle en ait aimé un autre d'un véritable amour. Quant aux enfants, de qui sont-ils ? 
Nathalie était au courant : elle explique à Célerin effondré qu'Annette n'avait pas eu le courage de lui enlever son bonheur, cette joie de vivre un peu béate... 
Maintenant que le vide est complet, qu'Annette est morte une seconde fois, il ne reste plus à Célerin qu'à demander à Brassier l'entrevue douloureuse qui mettra fin, dignement, à leurs relations.

## Aspects particuliers du roman
Roman du couple vu sous un angle particulier : la bonne entente des deux époux dissimule, chez la femme, une frigidité à l’endroit de son mari, avec, pour conséquence, la liaison parallèle et l’amour partagé. À noter les allusions fréquentes au métier de joaillier et, notamment, la création, par le personnage principal, d’un de ses plus beaux bijoux au cours d’une scène d’ivresse. 

## Fiche signalétique de l'ouvrage

### Cadre spatio-temporel

#### Espace
Paris. Références à la Nièvre et à la campagne de Caen. 

#### Temps
Époque contemporaine.

### Les personnages

#### Personnage principal
Georges Célerin. Orfèvre-joaillier. Marié, deux enfants. Age mûr.

#### Autres personnages
- Annette, épouse de Georges Célerin, assistante sociale
- Jean-Jacques Célerin, 16 ans, et Marlène Célerin, 14 ans et demi, leurs enfants
- Jean-Paul Brassier, ancien vendeur chez un bijoutier de la rue Saint-Honoré, associé de Célerin, et son épouse Evelyne.

## Éditions
- Édition originale : Presses de la Cité, 1972
- Tout Simenon, tome 15, Omnibus, 2003  (ISBN 978-2-258-06056-2)
- Livre de poche n° 35057, 2008  (ISBN 978-2-253-12490-0)
- Romans durs, tome 12, Omnibus, 2013  (ISBN 978-2-258-09399-7)
- Romans durs, tome 12, Omnibus, 2023  (ISBN 978-2-258-20269-6)

## Adaptations
- 1988 : Niji no aru heya, téléfilm japonais réalisé par Yuji Murakami, avec Isao Bîto et Takako Miki.
- 2006 : Les Innocents, téléfilm français réalisé par Denis Malleval, avec Olivier Marchal (Dominique Célerin), Stéphane Freiss (Jean-Paul Brassier), Jacques Frantz (Lieutenant Fernaud) et Virginie Peignien (Marie Célerin).

## Source
- Maurice Piron, Michel Lemoine, L'Univers de Simenon, guide des romans et nouvelles (1931-1972) de Georges Simenon, Presses de la Cité, 1983, p. 250-251  (ISBN 978-2-258-01152-6)